# 王眉征
王眉征（1907年—1994年），原名增寿，男，直隶（今河北）唐县人，中华人民共和国政治人物，曾任上海市财政局局长，中国财政学会副会长。